# Michal Prokop
Michal Prokop (Praga, 1 de abril de 1981) es un deportista checo que compitió en ciclismo en las modalidades de montaña y BMX.
Consiguió cinco medallas en el Campeonato Mundial de Ciclismo de Montaña entre los años 2003 y 2011, y tres medallas de oro en el Campeonato Europeo de Ciclismo de Montaña entre los años 2003 y 2009.
Ganó dos medallas en el Campeonato Mundial de Ciclismo BMX, plata en 2003 y bronce en 2002, y una medalla de plata en el Campeonato Europeo de Ciclismo BMX de 2004.

## Palmarés internacional

### Ciclismo de montaña
| Campeonato Mundial | Campeonato Mundial        | Campeonato Mundial | Campeonato Mundial    |
| Año                | Lugar                     | Medalla            | Competición           |
| ------------------ | ------------------------- | ------------------ | --------------------- |
| 2003               | Lugano (Suiza)            | Medalla de oro     | Campo a través para 4 |
| 2004               | Les Gets (Francia)        | Medalla de bronce  | Campo a través para 4 |
| 2006               | Rotorua (Nueva Zelanda)   | Medalla de oro     | Campo a través para 4 |
| 2010               | Mont-Sainte-Anne (Canadá) | Medalla de bronce  | Campo a través para 4 |
| 2011               | Champéry (Suiza)          | Medalla de oro     | Campo a través para 4 |
| Campeonato Europeo |                           |                    |                       |
| Año                | Lugar                     | Medalla            | Competición           |
| 2003               | Graz (Austria)            | Medalla de oro     | Campo a través para 4 |
| 2004               | Wałbrzych (Polonia)       | Medalla de oro     | Campo a través para 4 |
| 2009               | Ajdovščina (Eslovenia)    | Medalla de oro     | Campo a través para 4 |

### Ciclismo BMX
| Campeonato Mundial | Campeonato Mundial        | Campeonato Mundial | Campeonato Mundial |
| Año                | Lugar                     | Medalla            | Competición        |
| ------------------ | ------------------------- | ------------------ | ------------------ |
| 2002               | Paulínia (Brasil)         | Medalla de bronce  | Cruiser            |
| 2003               | Perth (Australia)         | Medalla de plata   | Cruiser            |
| Campeonato Europeo |                           |                    |                    |
| Año                | Lugar                     | Medalla            | Competición        |
| 2004               | Klatovy (República Checa) | Medalla de plata   | Carrera            |